# Velika Ševnica
Velika Ševnica je naselje v občini Trebnje.
Velika Ševnica je gručasta vasica ob cesti z Blata na Malo Ševnico, od katere jo loči ožji pas njiv Ševniškega polja, nad katerim se dviga markantni Križ z vinogradi. Na vzhodu je močvirnata ravan Loke, sredi Lok osamelec Koščakov grič z zaselkom Na gmajni, na južni strani pa je zaselek Zajka v dolini Zajki, po kateri teče potok z istim imenom. Na zahodu se svet strmo dviguje v Hrib, ki je v vznožju obdelan, višje poraščen z gozdom Rbido, pod Hribom pa je ozka dolina Kot z večjim izvirom.